# Łoje (Kalinowo)
Łoje [ˈwɔjɛ] (deutsch Loyen, 1938–1945 Loien) ist ein zur Gemeinde Kalinowo (Kallinowen, 1938 bis 1945 Dreimühlen) zählendes Dorf im nordöstlichen Masuren in der polnischen Woiwodschaft Ermland-Masuren im Powiat Ełcki (Kreis Lyck).

## Geographische Lage
Das Dorf befindet sich 10 Kilometer Luftlinie südwestlich der Ortschaft Kalinowo und elf Kilometer östlich der Kreisstadt Ełk (Lyck) an einer von Sędki (Sentken) nach Sypitki (Sypittken, 1938 bis 1945 Vierbrücken) führenden Landstraße. Es liegt am Ostufer des Großen Sellmentsees (polnisch Jezioro Selmęt Wielki).

## Geschichte
Das Dorf Loyen wurde 1504 durch von der Ordensburg Lyck ausgehende Binnenwanderung gegründet.
Am 27. Mai 1874 entstand nach einer preußischen Gemeindegebietsreform im Regierungsbezirk Gumbinnen (ab 1905: Regierungsbezirk Allenstein), Kreis Lyck, der Amtsbezirk Pissanitzen (polnisch Pisanica) aus den Landgemeinden Czybulken, Groß Lasken, Kulessen, Loyen, Makoscheyen, Pissanitzen, Ropehlen und Sieden.
Am 1. Dezember 1910 waren in Loyen 57 Einwohner verzeichnet.
Aufgrund der Bestimmungen des Versailler Vertrags stimmte die Bevölkerung im Abstimmungsgebiet Allenstein, zu dem Loyen gehörte, am 11. Juli 1920 über die weitere staatliche Zugehörigkeit zu Ostpreußen (und damit zu Deutschland) oder den Anschluss an Polen ab. In Loyen stimmten 40 Einwohner für den Verbleib bei Ostpreußen, auf Polen entfiel keine Stimme.
1930 wurde nach der Umbenennung von Pissanitzen in „Ebenfelde“ der nun gleichnamige Amtsbezirk Ebenfelde neugegliedert und umfasste statt der bisherigen acht Landgemeinden nun nur noch die Gemeinden Ebenfelde, Groß Lasken, Kulessen, Loyen, Makoscheyen und Sieden.
1933 waren in Loyen 90 Einwohner verzeichnet. 1938 wurde die amtliche Schreibweise des Dorfes Loyen in „Loien“ geändert, und 1939 hatte das Dorf nur noch 80 Einwohner.
Nach Ende des Zweiten Weltkrieges 1945 fiel das zum Deutschen Reich (Ostpreußen), Kreis Lyck, gehörende Loien an Polen. Die ansässige deutsche Bevölkerung wurde, soweit sie nicht geflüchtet war, nach 1945 größtenteils vertrieben bzw. ausgesiedelt und neben der angestammten masurischen Minderheit durch Neubürger aus anderen Teilen Polens ersetzt. Der Ort Loien wurde in der polnischen Übersetzung des Ortsnamens in „Łoje“ umbenannt.
Von 1975 bis 1998 gehörte Łoje zur damaligen Woiwodschaft Suwałki, kam dann 1999 zur neu gebildeten Woiwodschaft Ermland-Masuren. Heute ist das Dorf Sitz eines Schulzenamtes (polnisch Sołectwo) und als solches eine Ortschaft im Verbund der Gmina Kalinowo.

## Religionen
Bis 1945 war Loyen in die evangelische Kirche Pissanitzen (1926 bis 1945 Ebenfelde, polnisch Pisanica) in der Kirchenprovinz Ostpreußen der Kirche der Altpreußischen Union sowie in die römisch-katholische Kirche St. Adalbert in Lyck (deutsch Lyck) im Bistum Ermland eingepfarrt.
Heute gehört Łoje katholischerseits zur Pfarrei Pisanica im Bistum Ełk der Römisch-katholischen Kirche in Polen. Die evangelischen Einwohner halten sich zur Kirchengemeinde in der Kreisstadt Ełk, einer Filialgemeinde der Pfarrei Pisz (deutsch Johannisburg) in der Diözese Masuren der Evangelisch-Augsburgischen Kirche in Polen.